# 왕령 식민지

제임스 1세의 국장. 1624년 영국 왕실은 버지니아 회사에 부여된 왕실 헌장을 취소하고 식민지를 직접 통치하기 시작했다.

왕령 식민지(한국 한자: 王領植民地, 영어: crown colony, royal colony)는 대영제국이 영토 확장 과정에서 세웠던 식민 행정부 형태의 일종이다.
왕령 식민지는 통치권자가 지명한 행정관에 의해 통치됐으며 후에 이 권한은 동인도회사와 같은 식민지 주재 사무소에서 맡게 됐다. 이 단어는 당시에 쓰이던 것은 아니며 현재의 개념에 맞춰보자면 현재 미국의 버지니아 주가 영국의 식민지였을 때의 형태로 볼 수 있다.
19세기 중반까지 주로 이 용어는 전쟁을 통해 얻은 식민지를 지칭했으며 트리니다드의 예가 있다. 그러나 후에는 오스트레일리아와 캐나다, 뉴질랜드 등 다른 대영제국의 일환에도 모두 이 단어를 쓰기 시작했다.
왕령 식민지의 개념은 영국 국가법이 1981년 잔존하는 영국의 식민지를 영국 속방(British-Dependent Territories)으로 재정립함으로써 변하였으며 2002년부터는 British Overseas Territories로 불린다.

## 같이 보기
- 대영 제국
- 입법회

## 참고
- The Government of the British Empire 1918 Little, Brown, and company
- Historical Dictionary of the British Empire
- The Nineteenth Century, The Oxford History of the British Empire Volume III